# TouchArcade
TouchArcade是一个2008年开设的手机游戏网站。 MacRumors的创始人阿诺德·金（Arnold Kim）参加了该网站建设。  从2009年到2019年，主编是伊莱·霍达普（Eli Hodapp）。
TouchArcade 被认为是最好的手游网站之一。 游戏记者也认为它的前主编霍达普在手游社区中颇具影响力。在2012年，网站发布了iOS应用。2024年9月16日，TouchArcade宣布网站停运。